# Барден, Амбруаз-Маргарита
Амбруаз-Маргарита Барден (фр. Ambroise-Marguerite Bardin; 1768—1842) — французская художница.

## Биография
Родилась в семье художника Жана Бардена (1732—1809). Первые уроки получила от отца. 11 февраля 1793 года вышла замуж за Пьера-Франсуа Мольера, учителя рисования и помощника её отца в Орлеане. Вместе с ним позже основала фарфоровую фабрику. Барден умерла в Париже.
Одна из её работ, датированная 1791 годом, хранится в Музее изящных искусств Орлеана.